# Electronic Program Guide

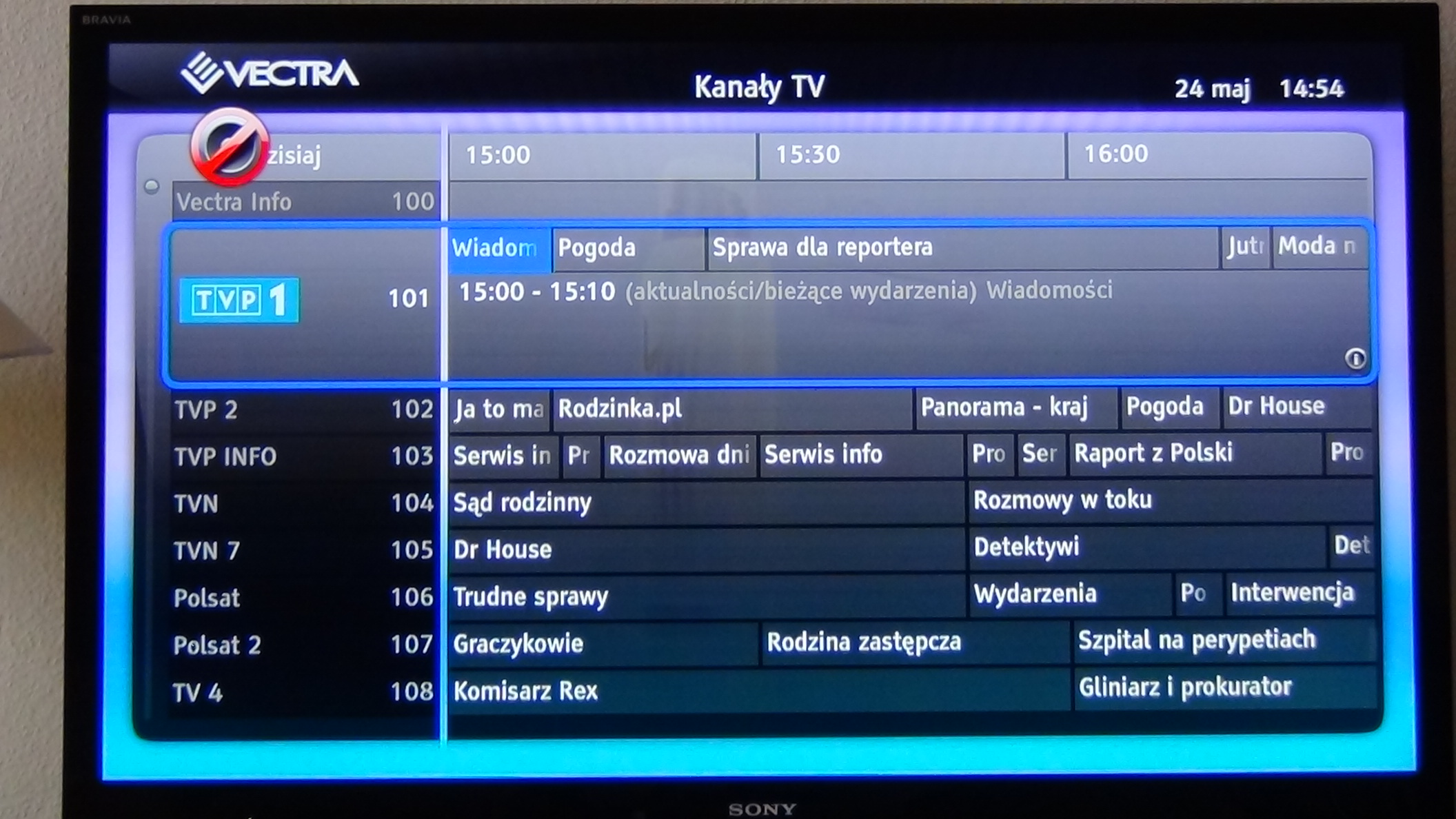
EPG w sieci kablowej Vectra

Electronic Program Guide (w skrócie EPG) – elektroniczny przewodnik po programach nadawany w formie tekstu, dostępny dla odbiorców sygnału telewizji cyfrowej (naziemnej, kablowej i satelitarnej).
Jego podstawową cechą jest wyświetlanie aktualnego programu telewizyjnego, wszystkich dostępnych u danego nadawcy sygnału kanałów (w praktyce większość kanałów posiada te informacje). Pozwala na zapoznanie się z bieżącym programem na dany dzień. Program jest dostępny zwykle z wyprzedzeniem do 7 dni, choć bardzo często w EPG jest widoczny tylko obecnie nadawany i następny program.
W zależności od dostawcy sygnału i odbiornika, EPG może posiadać szereg funkcji dodatkowych, m.in. opcja ustawienia przypomnienia o programie nadawanym w przyszłości, planowanie nagrania, układanie listy ulubionych kanałów, wyświetlanie poszerzonego opisu nadawanych programów.

## Tryby działania EPG
- tryb programu bieżącego
- przewodnik TV
- tryb tematyczny[2]